# Colonne sonore di Wolf's Rain
Questa pagina raccoglie tutti i CD contenenti la colonna sonora dell'anime Wolf's Rain, realizzata dalla compositrice Yōko Kanno.

## Wolf's Rain Original Soundtrack 1
Tracce
1. Stray
2. Rakuen
3. CORAÇÃO SELV AGEM
4. Renga
5. Pilgrim snow
6. Leaving on Red hill
7. Shiro
8. Dogs and angels
9. Strangers
10. Sleeping wolves
11. Tip toe waltz
12. My little flower
13. Could you bite the hand?
14. Valse de la lune
15. Hot dog wolf
16. Silver river
17. Sold your soul
18. Visions of a flame
19. Run, wolf warrior, run
20. Gravity
21. Paradiso

## Wolf's Rain Original Soundtrack 2
Tracce
1. Heaven's Not Enough
2. Shiro, Long Tail's
3. cycle
4. Beyond Me
5. Mouth On Fire
6. Hounds
7. Rain Of Blossoms
8. Separated
9. escape
10. Face On
11. tsume's sand
12. Flying To You
13. Night Owl
14. forest of death
15. indiana
16. Amore Amaro
17. friends
18. Tell Me What The Rain Knows
19. Float
20. Tance
21. Sad Moon
22. Cloud 9
23. Go To Rakuen